# Григоре III Гика
Григоре III Гика е два пъти молдовски и влашки господар. Син на Александру Гика и племенник на Григоре II Гика. През 1754 г. се жени в Константинопол за Катерини Ризос-Рангаве, която се има за потомка на Михаил I Рангаве. Преди да бъде одобрен за молдовски и влашки господар е велик драгоман на Високата порта от 1758 до 1764 години. 
Кариерата му на господар е изцяло при управлението на султан Мустафа III. Животът, службата и управлението му са бурни и трагични, съвпадайки с превратностите от началото на втората половина на XVIII век в Османската империя на фона на седемгодишната война и по-специално руско-турската война (1768 – 1774) с Кючуккайнарджийския договор.
По време на управлението му на 16 ноември 1769 година се случва прецедент в историята на Молдова. Руската императорска армия окупира страната и Григоре Гика е принуден да изостави двореца си. Руските военни власти го поставят под домашен арест, след което е отведен като знатен заложник в Санкт Петербург. По силата на Кючуккайнарджийския договор и след знатното си заложничество в руската императорска столица е възстановен начело на Молдова с руско съгласие, което буди османската ревност и подозрение.
След възстановяването си начело на Молдова Григоре Гика се сблъсква с нерешим и независим от неговата власт казус. Османската империя през главата му и тази на местните боляри, решава да „изкупи“ лоялността на Мария Терезия в османо-руския конфликт, предоставяйки Буковина на немците под предлог установяване на нормална и сигурна комуникация между владенията на Свещената Римска империя – Трансилвания и Галиция. В изисканата от австрийците област се намира Сучава с историческия център и църкви на Молдова. Изпаднал в ролята на буфер, събиращ недоволството на местните боляри и влашки селяни, както и подозиран за нелоялност и предателство от османската власт и Абдул Хамид I е заменен от Константин Морузи начело на Молдова. 
Удушен от джелати в покоите си в Константинопол в нощта на 11 срещу 12 октомври 1777 година. На 12 октомври 1777 година главата му е осолена по заповед на османския султан и изложена на 31 октомври 1777 г. (в деня на Свети Лука) за три дни на показ на столичани – на Високата порта.